# Germainia tenax
Germainia tenax là một loài thực vật có hoa trong họ Hòa thảo. Loài này được (Balansa) Chai-Anan mô tả khoa học đầu tiên năm 1972.